# Gambrinus (bière)
Vous pouvez aider à l'améliorer ou bien discuter des problèmes sur sa page de discussion.
- Il ne cite pas suffisamment ses sources. Vous pouvez indiquer les passages à sourcer avec {{référence nécessaire}} ou {{Référence souhaitée}}, et inclure les références utiles en les liant aux notes de bas de page. (Marqué depuis avril 2021)
- Il contient une ou plusieurs listes. Le texte gagnerait à être rédigé sous la forme d’un ou plusieurs paragraphes synthétiques, afin d’être plus agréable à lire. (Marqué depuis avril 2021)

- Archive Wikiwix
- Bing
- Cairn
- DuckDuckGo
- E. Universalis
- Gallica
- Google
- G. Books
- G. News
- G. Scholar
- Persée
- Qwant
- (zh) Baidu
- (ru) Yandex
- (wd) trouver des œuvres sur Wikidata

La Gambrinus est une bière blonde tchèque de fermentation basse de type pils produite par la brasserie Gambrinus appartenant à la compagnie Plzeňský Prazdroj (ou Pilsner Urquell).
Son nom vient de Jan primus (Jean Ier), duc de Brabant, qui vécut au XIIIe siècle. À l’issue de la victoire de Woeringen, voulant remercier ses hommes qui festoyaient, il escalada un empilement de tonneaux et se jucha à cheval sur le plus élevé, ponctuant la fin de sa harangue du premier toast de l'histoire, prétexte à une large rasade de bière. L’image d'un duc bon vivant s’est transmise à travers les siècles, et son nom, devenu Gambrinus, est porté par de nombreuses bières de par le monde, dont celle-ci.

## Brasserie
C'est le 25 juin 1869 que Martin Stelzer et Václav Daniel fondent la brasserie par action Gambrinus à Pilsen. Le 15 octobre 1870, sort le premier brassin de bière pils, inspirée par la découverte de la brasserie voisine (Pilsner Urquell). Le 18 décembre, la première marque déposée concerne Erste Pilsner Actien Brauerei - Pilsner Bier. Elle sera suivie en 1909, par la marque Pilsner Kaiserquell.
En 1919, la marque Plzeňský Gambrinus est enregistrée. En 1928, les brasseries Staroplzenecký et Štěnovický fusionnent avec Gambrinus.
En 1932, c'est le tour de Cesky akciovy brewery (CAP) - Svetovar.
En 1933, la marque change de nom et devient avec Pilsner Urquell Plzeňské akciové pivovary et en 1934 un nouveau logo est dessiné.
À la suite d'un bombardement, le 17 avril 1945, la production est transférée à la brasserie Stenovice.
En 1946, l'entreprise est nationalisée en même temps que Pilsner Urquell.
En 1947, les brasseries Plzeňské pivovary, n. p. sont fondées.
En 1951, une malterie est inaugurée, mais elle brûlera en 1982. Le site indépendant de Gambrinus ferme ses portes qui ne rouvrent qu'en 1990 pour produire des canettes de bières en 1991.
À la suite de la libéralisation du marché en 1989, elle s'associe en 1992 sous le nom Plzeňské pivovary avec Pilsner Urquell. Puis en 1994, elle fusionne définitivement avec Plzeňsky Prazdroj.

## Bières

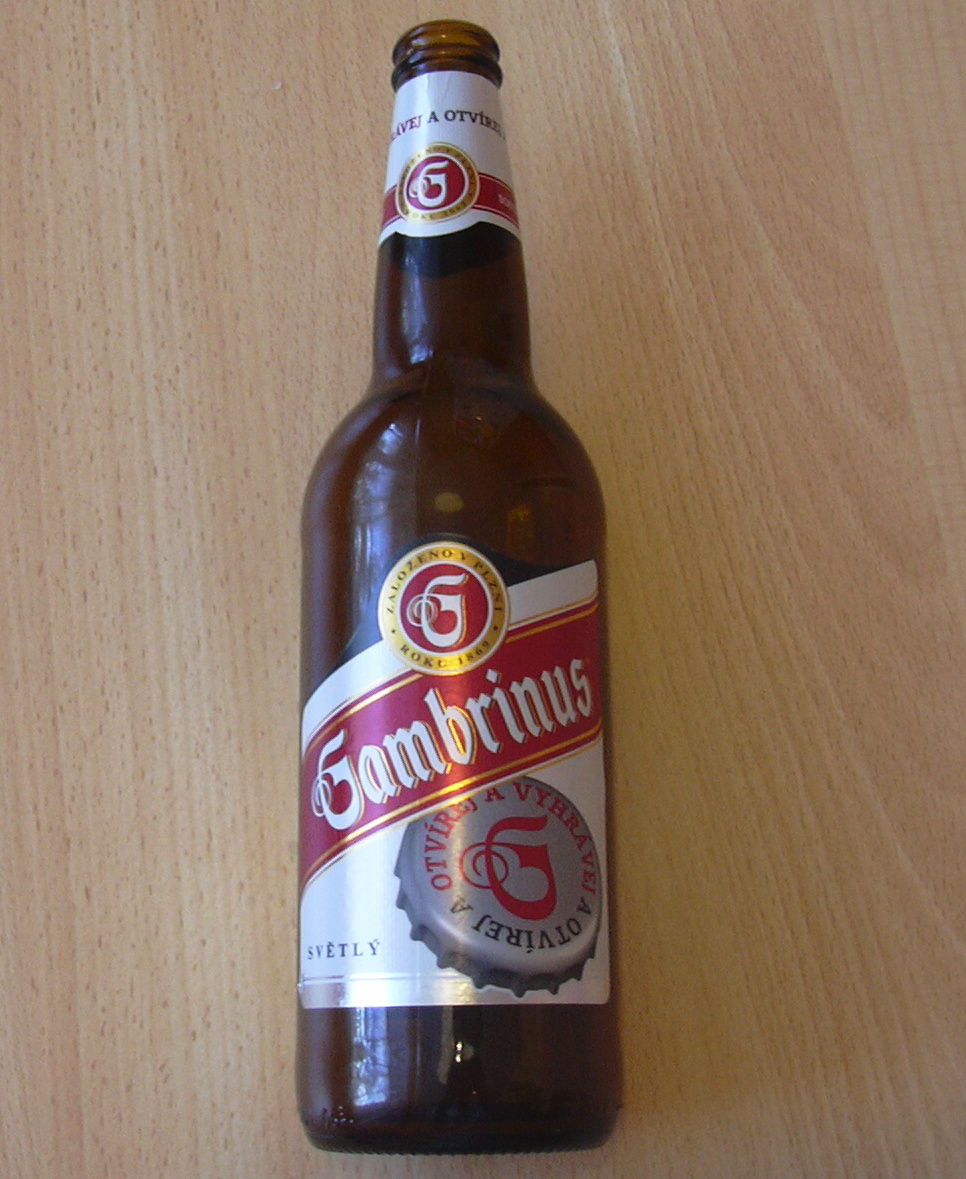
Bouteille de Gambrinus

La gamme dispose de quatre variétés aujourd'hui.

### Světlý
Avec un volume d'alcool de 4,1 %

### Premium
Avec un volume d'alcool de 5 %

### 11° Excelent
Avec un volume d'alcool de 4,7 %.

### Dry
Avec un volume d'alcool réduit à 3,8 % et une teneur en sucre minimale.

### Autres marques
D'autres variétés qui ne sont plus distribuées :
- Master, bière sans alcool, titrant 0,5 % vol.
- Bilé, weizenbier (bière blanche), seule bière de fermentation haute du groupe, titrant 5,1 % vol.
- Osma, titrant 3 % vol.
- Desítka, titrant 4,1 % vol.
- Premium Černé, bière brune titrant 4,2 % vol.

D'autres bières, produites par Západočeské pivovary mais rattachées à Gambrinus, étaient quant à elles réservées au marché de l'exportation telles :
- Senator / Diplomat, bière brune produite à partir de 1950 qui dut changer de nom pour des questions légales
- Wenzels Bräu, pils
- Das Bier aus Pilsen,
- Svetovar,
- World's Brew / Weltbräu,
- Dia Pivo, bière allégée
- Pilsen, pils